# Kusaczka białolica
Kusaczka białolica (Hypsibemon ridgelyi) – gatunek średniej wielkości ptaka z rodziny kusaczek (Myrmotheridae). Odkryta została w 1997 roku w południowym Ekwadorze, lecz występuje również w północnym Peru. Zagrożona wyginięciem.

## Taksonomia
Gatunek ten po raz pierwszy został opisany w 1999 roku na łamach „The Auk” pod nazwą Grallaria ridgelyi. Nazwa ta jest obecnie podtrzymywana przez część autorytetów, inni umieszczają gatunek w rodzaju Hypsibemon wyodrębnionym z Grallaria. Nie wyróżnia się podgatunków.

## Morfologia
Wymiary holotypu: skrzydło 130 mm (złożone), ogon 59,6 mm, dziób od nozdrzy 19,3 mm, skok 67,1 mm. Masa ciała samców 176–204 g, samic 152–182 g. Samice cechują ponadto mniejsze wymiary średnie.
Kusaczka białolica posiada czarny wierzch głowy, szeroką na 1–2 mm obrączkę oczną z piór, plamy na policzkach oraz przednią część pokryw usznych. Przez kantarek oraz okolice pod okiem biegnie biały pas. Brak jest piór szczeciniastych (rictal bristle), jedynie kilka piór z kantarka posiada stosiny przypominające takowe. Pas za okiem (słabo widoczny), tylna część pokryw usznych oraz boki szyi jasnoszare. Kark czarny, jednak przechodzi w oliwkowozielony na grzbiecie i reszcie wierzchu ciała. Wszystkie pióra na grzbiecie posiadają czarniawe stosiny. Sterówki w liczbie 12 w kolorze umbry. Trzy najbliższe ciału lotki II rzędu oraz pozostałe na chorągiewkach zewnętrznych są jasnokasztanowe. Zewnętrzne chorągiewki lotek I rzędu (w liczbie 10) cynamonowe. Pokrywy podskrzydłowe I rzędu czarne. Dziób czarny, tęczówki czerwonobrązowe, nogi i stopy szaroniebieskie.

## Zasięg występowania
Zasiedla południowy Ekwador oraz północne Peru, całkowity zasięg występowania szacowany jest na 1300 km². Środowisko życia stanowią wilgotne górskie lasy z zaroślami bambusów. Najwyższa wysokość, na jakiej odnaleziono przedstawicieli kusaczek białolicych wynosiła 2680 m n.p.m. i pokrywała się z górną granicą występowania drzew z rodzaju Cecropia.

## Lęgi
Na rok 2013 gniazdo opisano jedynie raz. Mieściło się na epificie rosnącym z boku martwego pnia. Miało kształt dużej kuli, zbudowanej głównie z martwego materiału roślinnego. Zaobserwowano jedno pisklę, 5 dni przed opierzeniem karmione z częstotliwością średnio 1,96 posiłku na godzinę przez oba ptaki z pary.

## Status i zagrożenia
Przez IUCN gatunek sklasyfikowany został jako zagrożony wyginięciem (EN, Endangered). Populacja szacowana na 480–600 dorosłych osobników, prawdopodobnie o trendzie spadkowym. Zagrożenie stanowi niepokojenie ptaków przez transport oraz wycinkę lasów i wydobycie złota, co ma miejsce nawet na terenie Parku Narodowego Podocarpus. Ogółem kusaczka białolica spotykana jest na terenie trzech obszarów uznanych za Important Bird Area.